# Акишин, Николай Андреевич
Никола́й Андре́евич Аки́шин (22 октября [4 ноября] 1915, Бредихино, Тульская губерния — 21 сентября 1964) — советский офицер, участник Великой Отечественной войны, в годы войны — командир батальона 447-го стрелкового полка 397-й стрелковой дивизии 61-й армии 1-го Белорусского фронта, Герой Советского Союза (27.02.1945), майор.

## Биография
Русский по национальности, Акишин родился в семье крестьянина. После окончания шести классов устроился на работу в машинно-тракторную станцию трактористом. Служил в Советской Армии в 1936—1937 годах.
В августе 1941 года Акишин снова оказался на службе в армии. В 1942 году вступил в ряды КПСС. Окончив в том же году курсы младших политруков Ленинградского фронта, в 1943 году прошёл обучение на курсах «Выстрел». В ночь на 16 января 1945 года батальон 447-го стрелкового полка под командованием капитана Акишина совершил прорыв вражеской позиции южнее Варшавы. Захватив 4 линии траншей, батальон сумел уничтожить до 150 противников и захватить 3 тяжёлых миномёта, 8 орудий и прочую технику. Когда успешно была форсирована река Кюддов (Гвда), произошёл захват плацдарма, что, в свою очередь, облегчило переправу для основных сил полка. 2 февраля после совершения обходного манёвра была произведена атака батальона во фланг противника в населённом пункте Рушендорф (Русиново, западнее города Пила), в связи с которой было уничтожено до 250 вражеских солдат и офицеров. Несмотря на полученное ранение, Акишин не покинул поле боя. 27 февраля 1945 года ему было присвоено звание Героя Советского Союза.
После войны прошёл обучение на курсах усовершенствования офицерского состава при Военной академии тыла и снабжения. Был уволен в запас в звании майора.

## Награды
- Медаль «Золотая Звезда» Героя Советского Союза[2]
- Орден Ленина[2]
- Орден Красного Знамени[2]
- Орден Отечественной войны I степени[2]
- Орден Красной Звезды[2]
- Медали[2]